# Cees Toet
Cees Toet (L'Aia, 26 settembre 1987) è un ex calciatore olandese, di ruolo difensore.